# 家と女房と男の名誉
『家と女房と男の名誉』（いえとにょうぼうとおとこのめいよ）は、1988年4月21日から同年6月30日まで、フジテレビ系列の「ナショナル木曜劇場」（当時。毎週木曜日22:00 - 22:54）枠で放送されたテレビドラマ。主演は沢口靖子。全11話。

## 概要
祖母、両親、息子夫婦、娘夫婦がひとつ屋根の下で同居する中で繰り広げられる出来事や騒動、その中心で奮闘する友子の様子などをコメディタッチで描いた。
劇中で一家の住まいとして登場する「砂田ビル」の外観は、都電荒川線の荒川遊園地前停留場の前に実在するビルが使用された。

## あらすじ
22歳の友子は、15歳年上の会社の課長の大村恭介と結婚。恭介は離婚歴があるため再婚だった。友子の両親は東京都荒川区内で八百屋「八百春」を経営していたが、ある時自宅を1階にコンビニエンスストアが入るマンションに改築。友子は別のマンションで夫婦2人住まいをしていたが、そのマンションが窮屈なのを不満に思い、引っ越そうと建売住宅を捜し回ったものの高価な物件ばかり。
そんな中、実家から友子に同居を持ち掛けられる。恭介はこれを婿入りみたいに思って気が乗らなかったが、マイホームが買えないことに合わせて、友子の母が病気がちだということを聞いて、渋々ながら最後には承諾。
ところが実際は友子の母・綾子はピンピンしていて、その上、家出して勘当状態だった友子の兄・順平が7年ぶりに内縁の妻・久美を連れて実家に戻って来た。更に恭介は綾子から順平と伊平の間の仲裁役まで頼まれることに。更には友子の妊娠願望、伊平の浮気騒動など、恭介の元妻で探偵のケイらを巻き込みながら展開していく。

## キャスト
- 大村友子：沢口靖子
- 大村恭介：神田正輝
- 砂田綾子：小川真由美
友子と順平の母。
- 砂田伊平：財津一郎
友子と順平の父。
- 砂田順平：渡辺正行
友子の兄。家出して勘当状態だったが、7年ぶりに久美を連れて実家に帰って来る。
- 砂田久美：室井滋
順平の内縁の妻。
- 砂田千代：北城真記子
伊平の母。
- 砂田恵美：中野美穂
- 佐川夏江：浅田美代子
スナック「すみれ」のママ。
- ケイ：かとうかずこ
恭介の元妻。探偵事務所を経営。
- 都築：峰竜太
ケイと交際しているエリート銀行員。
- 宇野正之：並木史朗
恭介の会社の同僚。
- 山木：アパッチけん
- マリ子：川俣しのぶ
伊香保温泉から来た、伊平の浮気相手。

## スタッフ
- 脚本：岡田正代（全話担当）
- 演出：久野浩平、舛田明廣、渋谷正行
- 主題歌：和田加奈子「LUCKY LOVE」
- 制作：フジテレビ、PDS

## 放送日程
| 話数 | 放送日  | サブタイトル                 | 演出     |
| ---- | ------- | ---------------------------- | -------- |
| 1    | 4月21日 | 妻の実家と同居する法教えます | 久野浩平 |
| 2    | 4月28日 | バクハツ母娘戦争             | 久野浩平 |
| 3    | 5月05日 | キケンな相続                 | 舛田明廣 |
| 4    | 5月12日 | 別れてもイイ女房             | 舛田明廣 |
| 5    | 5月19日 | お腹の子誰の子!?             | 久野浩平 |
| 6    | 5月26日 | 愛の探偵ゴッコ!!             | 渋谷正行 |
| 7    | 6月02日 | 今さら愛してる!?             | 舛田明廣 |
| 8    | 6月09日 | 赤ちゃんが欲しい             | 舛田明廣 |
| 9    | 6月16日 | おばあちゃんがいなくなった!! | 久野浩平 |
| 10   | 6月23日 | 赤ちゃんができた             | 舛田明廣 |
| 11   | 6月30日 | サヨナラ怪物一家             | 久野浩平 |